# Entocythere kanawhaensis
Entocythere kanawhaensis är en kräftdjursart som beskrevs av Hobbs och Walton 1966. Entocythere kanawhaensis ingår i släktet Entocythere och familjen Entocytheridae. Inga underarter finns listade i Catalogue of Life.